# Japan Amusement Expo
A Japan Amusement Expo (JAEPO) é uma feira anual de jogos de fliperama e arcade organizada pela JAMMA e realizada na região metropolitana de Tóquio no Japão, sendo uma das principais feiras desse mercado no mundo.